# Грачёва, Антонина Георгиевна
Антонина Георгиевна Грачёва (1928—2019) — советский и российский врач-педиатр, доктор медицинских наук, профессор Смоленского государственного медицинского университета.

## Биография
Антонина Георгиевна Грачёва родилась 1 декабря 1928 года в деревне Волоковая (ныне — Смоленский район Смоленской области). После окончания средней школы поступила в Смоленский государственный медицинский институт. С отличием окончила его в 1952 году. Завершив обучение в ординатуре, работала врачом-педиатром в Краснинской центральной районной больнице Смоленской области, затем в поликлиническом отделении Смоленской городской детской больницы № 1. В 1963 году окончила аспирантуру Смоленского государственного медицинского института, после чего на протяжении многих лет преподавала в нём. С 1969 года заведовала кафедрой факультетской педиатрии и пропедевтики детских болезней. В 1980 году переведена в Москву на должность заместителя министра здравоохранения РСФСР. С 1989 года работала профессором на кафедре поликлинической педиатрии Российской медицинской академии последипломного образования.
В 1963 году под руководством А. Т. Петряевой Грачёва защитила диссертацию на соискание учёной степени кандидата медицинских наук на тему, в 1972 году защитила докторскую диссертацию. В общей сложности опубликовала более 150 научных работ в области педиатрии, защиты детства и материнства. Под её руководством было защищено 2 докторские и 5 кандидатских диссертаций. Внесла значительный вклад в развитие педиатрии в РСФСР, была инициатором создания в медицинских высших учебных заведениях кафедр поликлинической педиатрии, ряда акушерско-терапевтическо-педиатрических комплексов, перинатальных центров, дошкольных медицинских учреждений. На протяжении многих лет Грачёва возглавляла Смоленское областное педиатрическое общество, являлась членом президиума Всероссийского союза педиатров, членом редакционной коллегии «Российского педиатрического журнала».
Умерла 29 июля 2019 года, похоронена на Новом кладбище Смоленска.

## Награды
- Заслуженный работник высшей школы Российской Федерации (5 июня 2003 года);
- Медали.